# Championnats d'Europe de trampoline 1991
Navigation
Édition précédente Édition suivante
Les championnats d'Europe de trampoline 1991, douzième édition des championnats d'Europe de trampoline, ont eu lieu en 1991 à Poznań, en Pologne.

## Podiums
| Épreuves                | Or                                                                                                | Argent                                                                        | Bronze                                  |
| ----------------------- | ------------------------------------------------------------------------------------------------- | ----------------------------------------------------------------------------- | --------------------------------------- |
| Hommes                  |                                                                                                   |                                                                               |                                         |
| Trampoline par équipes  | Union soviétique Aleksandr Moskalenko Alexander Daniltschenko Sergei Nestreliai Dmitri Poliarouch | Allemagne                                                                     | Danemark                                |
| Double Mini par équipes | Belgique                                                                                          |                                                                               |                                         |
| Tumbling par équipes    | Pologne Krzysztof Wilusz Marcin Lesczaniecki Jerzy Trzaska Tomasz Kies                            | France Franck Salcines Christophe Fréroux Éric Doussinault Nicolas Francillon |                                         |
| Trampoline              | Aleksandr Moskalenko (URS)                                                                        | Dmitri Poljarusch (URS)                                                       | Alexander Daniltschenko (URS)           |
| Double Mini             | Jorge Pereira (POR)                                                                               | Steffen Eislöffel (GER)                                                       | Luís Nunes (POR)                        |
| Tumbling                | Krzysztof Wilusz (POL)                                                                            |                                                                               |                                         |
| Synchro                 | Union soviétique Dmitri Poljarusch Sergei Nestreliai                                              | Danemark John Hansen Anders Christiansen                                      | France Fabrice Schwertz Hervé Guérard   |
| Femmes                  |                                                                                                   |                                                                               |                                         |
| Trampoline par équipes  | Union soviétique Lada Tsebrenko Elena Merkulova Lilia Chvalbo Tatiana Louchina                    | Royaume-Uni                                                                   | Allemagne                               |
| Double Mini par équipes | Belgique Natacha Bacque Saskia Demeyer ? Clearmont                                                |                                                                               |                                         |
| Tumbling par équipes    | France Katia Legentil Chrystel Robert Corinne Robert Christelle Giroud                            |                                                                               |                                         |
| Trampoline              | Andrea Holmes (GBR)                                                                               | Tatiana Louchina (URS)                                                        | Lada Tsebrenko (URS)                    |
| Double Mini             | Renate Gehrke (GER)                                                                               | Natacha Bacque (BEL)                                                          | Saskia Demeyer (BEL)                    |
| Tumbling                | Corinne Robert (FRA)                                                                              | Chrystel Robert (FRA)                                                         | Katia Legentil (FRA)                    |
| Synchro                 | Union soviétique Elena Merkulova Tatiana Louchina                                                 | Union soviétique Lada Tsebrenko Lilia Chvalbo                                 | Royaume-Uni Andrea Holmes Lorraine Lyon |